# Karneol

Signetring som tillhört drottning Kristina med svenska riksvapnet i karneol, cirka 1650.

Karneol är en variant av kalcedon och en mjölkvit till orangebrun ädelsten, genom inblandad järnoxid (och järnhydrat). Den är halvgenomskinlig till genomlysande och färgen övergår ibland till rödgul eller rödbrun. Genom glödgning förstärks färgen och det svagt färgade järnhydratet omvandlas till järnoxid. Vid för stark upphettning blir stenen vit.

## Förekomst
Karneolen förekommer ofta som blåsrumsfyllning i mandelsten eller sedan denna förvittrat som lösa stenar.
Den mesta karneol som bearbetats i sliperier kommer från Indien, Brasilien eller Uruguay, men den kommer även från Tyskland, till exempel vid Oberstein, samt från Sibirien.

## Användning
I Sverige har karneol använts som smyckessten åtminstone sedan vikingatiden. Namnet, som tillkom redan under medeltiden, påstås härlett av den först kända fyndorten, Carien, men andra härleder den till caro (kött) eller carneus (köttaktig).
I forntiden kallades mineralet sard (sarda eller sarder) antingen efter staden Sardes i nuvarande Turkiet eller efter det arabiska ordet sard (gul). Juvelerarna skilde mellan manlig karneol  (mörkröd), kvinnlig karneol (blekröd eller rödgul), sarder (kaffebrun till pomeransgul) och karneolberyll (vitgul) samt sardonyx, vilken har omväxlande svarta och vita skikt, och karneolonyx med röda och vita skikt. Dessa båda senare varianter benämns ibland som agat.[källa behövs]
Förr graverades en mängd gemmer, kaméer och intaglier i karneol, särskilt i karneolonyxen. Hos kaméerna står figurerna som vit relief på röd botten. Hos intaglierna är figurerna fördjupat ingraverade, till exempel på sigillringar.

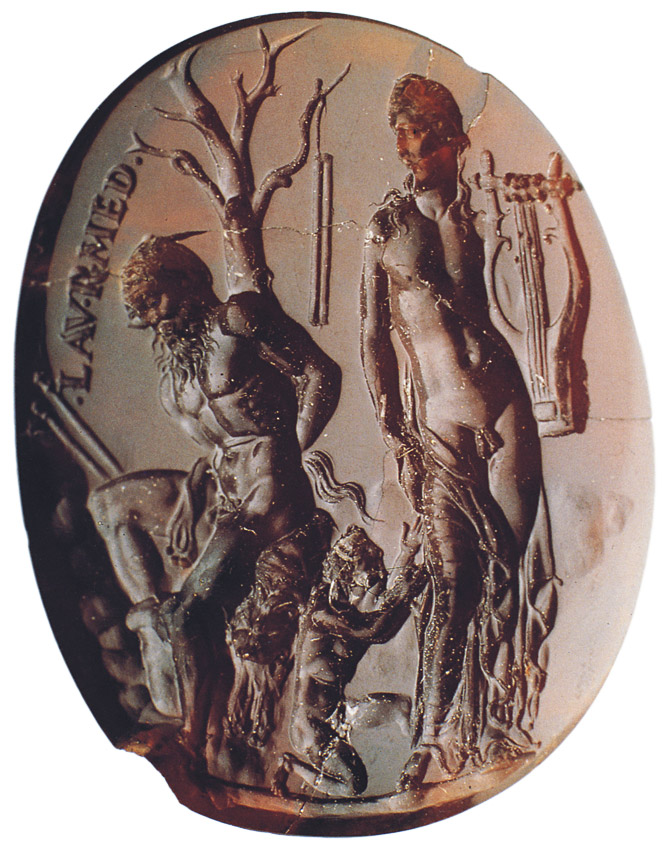
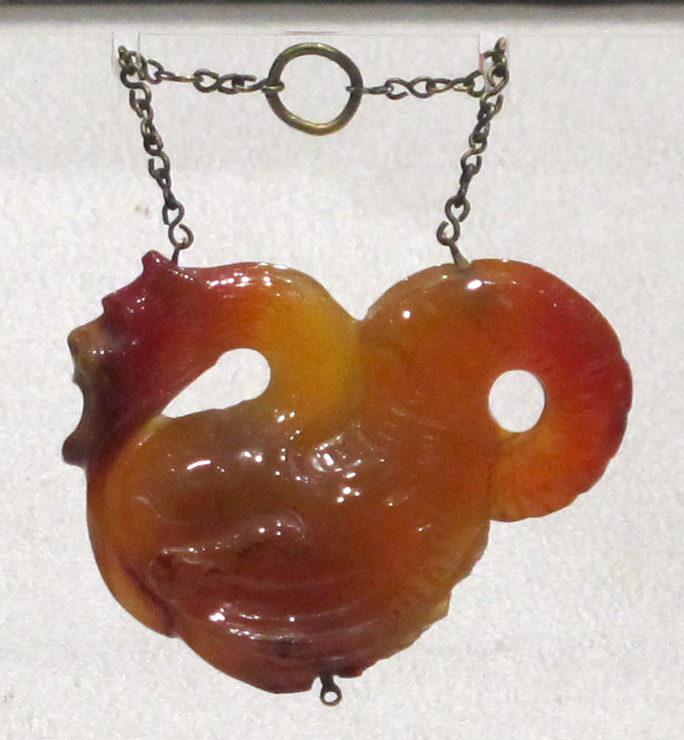
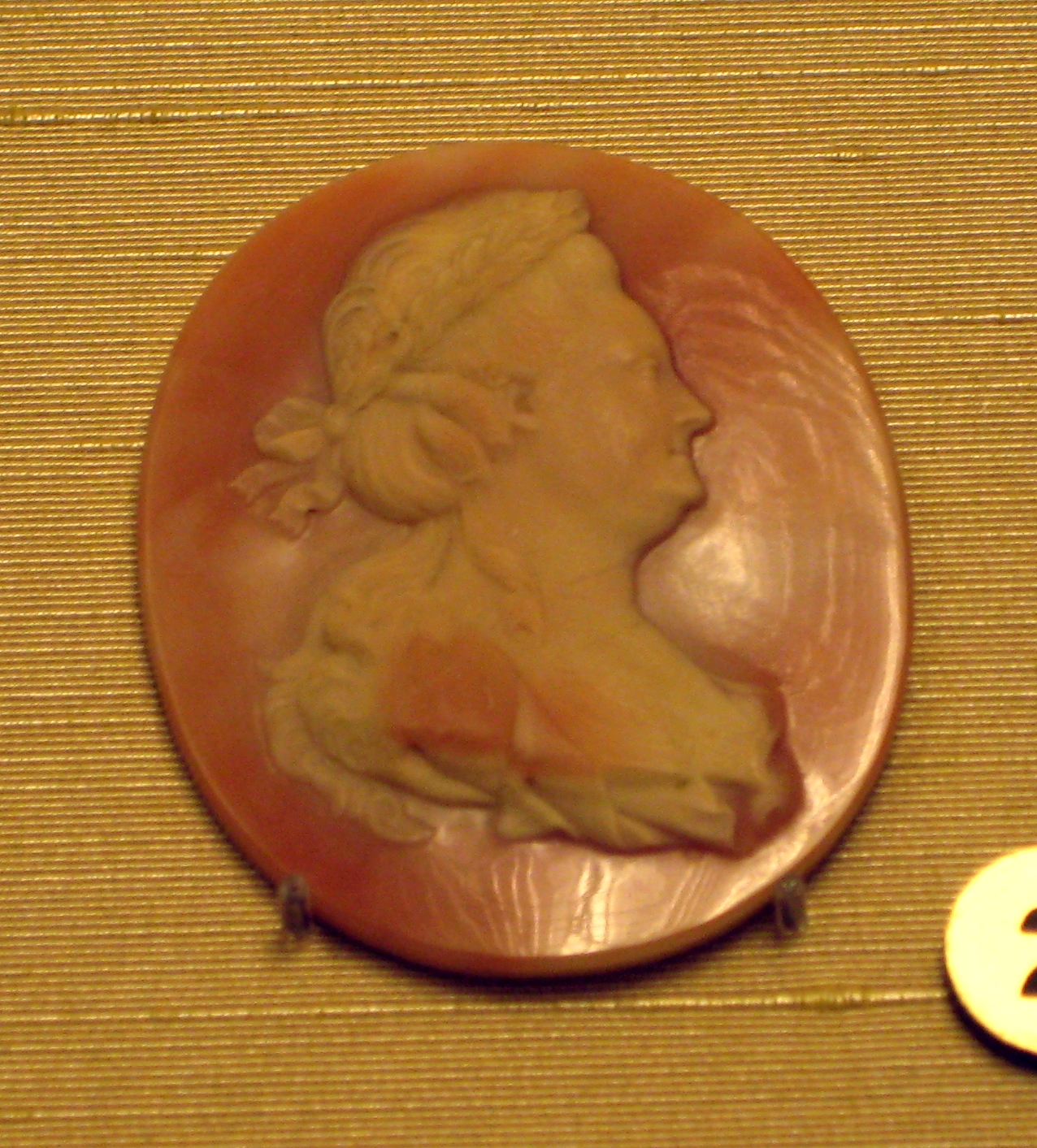
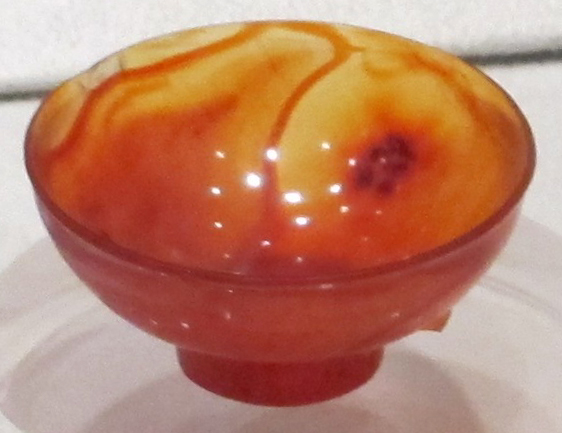
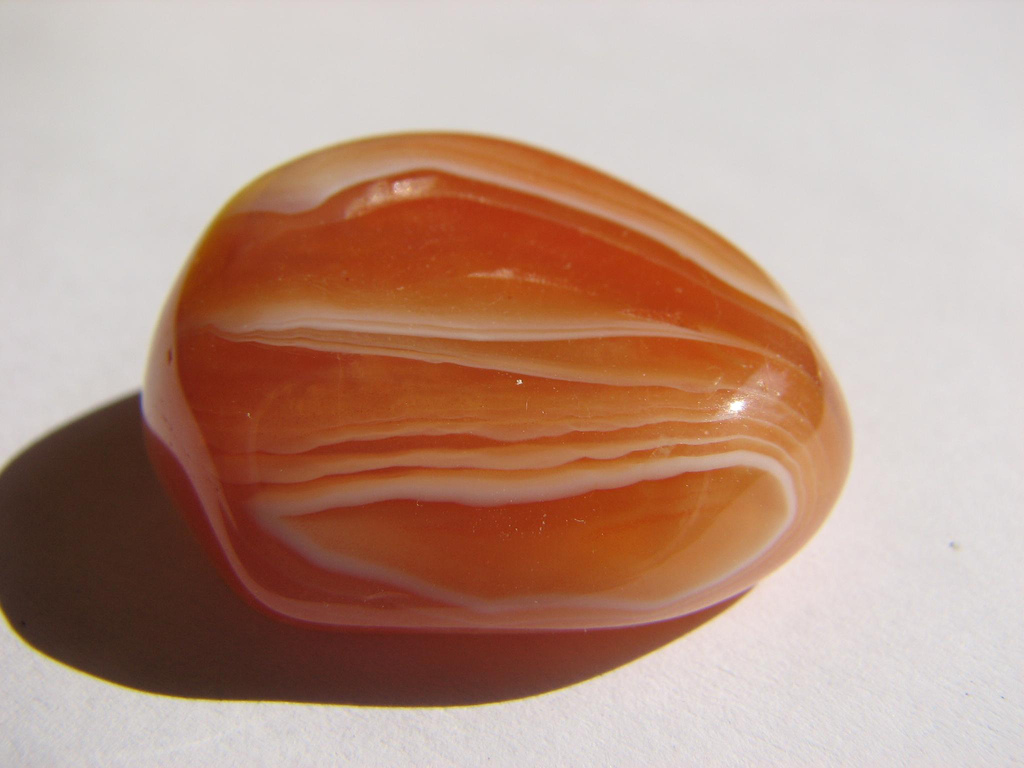
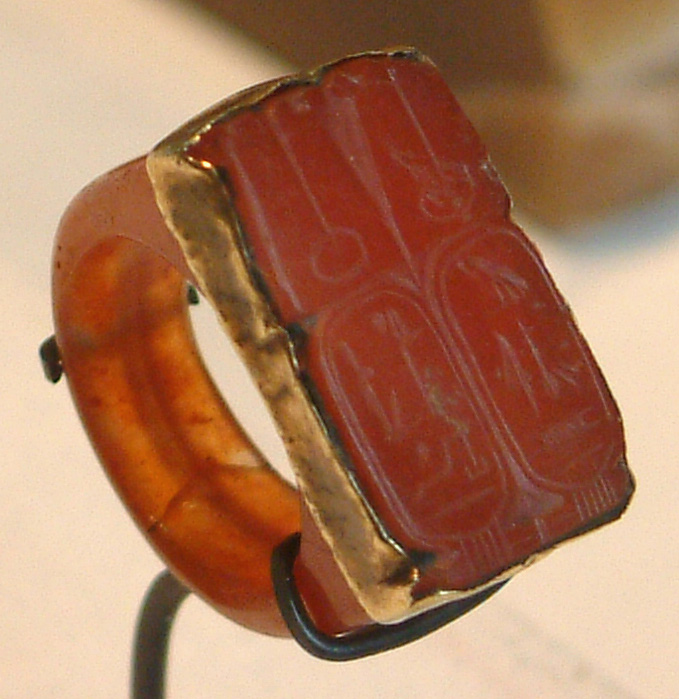
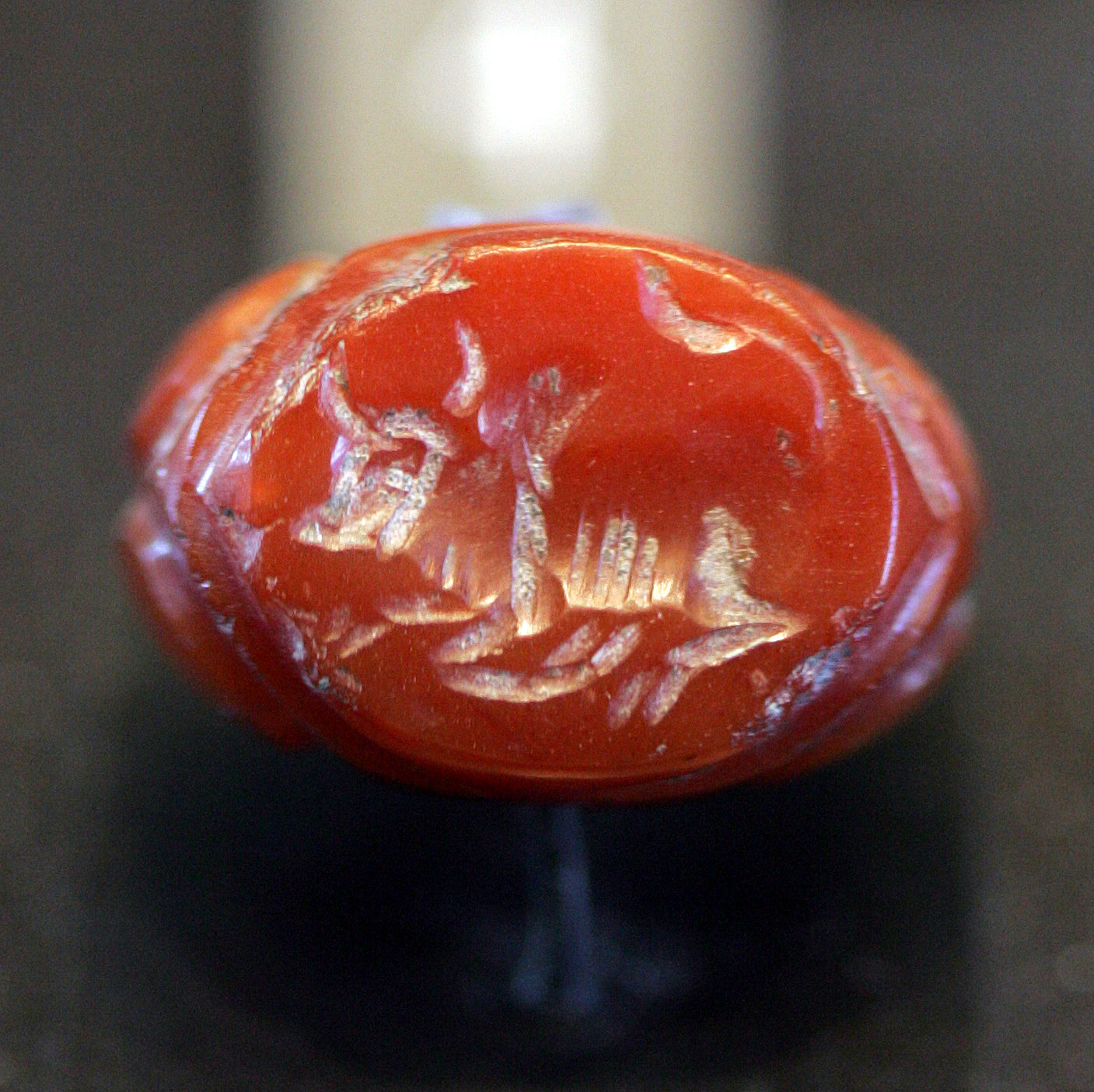